# Беренгария Барселонская
Беренгария Барселонская (Беренгела; 1116 — 15 января 1149) — королева Кастилии, Леона и Галисии. Супруга Альфонсо VII.

## Жизнь
Беренгария была дочерью Рамона Беренгера III, графа Барселоны и Дульсы I, графини Прованса .
10/17 ноября 1128 года Беренгария Барселонская вышла замуж за Альфонсо VII, короля Кастилии, Леона и Галисии. У них было семеро детей:
- Санчо III (1134—1158), преемник Альфонсо VII на королевском престоле Кастилии.
- Рамон (1136—1151)
- Фернандо II (1137—1188), преемник Альфонсо VII на королевском престоле Леона.
- Санча (1137—1179) Жена Санчо VI, короля Наварры.
- Констанция (ок. 1140—1160); муж: с 1154 Людовик VII, король Франции.
- Гарсия (1142—1146)
- Альфонсо (1145—1149)

Беренгария умерла в Паленсии и была похоронена в Соборе Святого Иакова.
В хрониках написана о Беренгарии следующее: «Она была очень красивой и чрезвычайно изящной молодой девушкой, которая почитала целомудрие, правду и богобоязненных людей».